# Deborah S. Jin
Deborah Shiu-lan Jin (Stanford, 15 novembre 1968 – Boulder, 15 settembre 2016) è stata una fisica statunitense e membro del National Institute of Standards and Technology (NIST).
Era professoressa associata al dipartimento di fisica dell'Università del Colorado e un membro del JILA, un laboratorio congiunto del NIST con l'Università del Colorado.
Era considerata una pioniera della chimica quantistica molecolare polare. Dal 1995 al 1997 lavorò con Eric Cornell e Carl Wieman al JILA, dove fu coinvolta in alcuni dei primi studi sui gas diluiti condensati di Bose-Einstein. Nel 2003 il team della professoressa Jin del JILA realizzò il primo condensato fermionico, una nuova forma di materia. Usò trappole magnetiche e laser per raffreddare i gas atomici fermionici a meno di 100 miliardesimi di grado sopra lo zero, dimostrando con successo la degenerazione quantistica e la formazione di un condensato molecolare di Bose-Einstein. Jin fu spesso citata come un probabile candidato per il premio Nobel per la fisica. Nel 2002 la rivista Discover la definì una delle 50 donne più importanti della scienza.

## Primi anni
Jin nacque nella contea di Santa Clara, in California e crebbe a Indian Harbour Beach, in Florida. I suoi genitori erano due fisici.

## Istruzione
Jin si laureò con lode presso l'Università di Princeton nel 1990, dopo aver conseguito una laurea in fisica co una tesi intitolata Un frigorifero di diluizione pompato a condensazione per l'uso nei rivelatori a bolometro a onde millimetriche di raffreddamento. Ricevette il premio Allen G. Shenstone per la fisica nel 1990.
Jin in seguito studiò all'Università di Chicago, dove fu membro della NSF dal 1990 al 1993 e conseguì un dottorato di ricerca in fisica nel 1995, completando una tesi di dottorato intitolata Studio sperimentale dei diagrammi di fase dei superconduttori di fermioni pesanti con transizioni multiple sotto la supervisione di Thomas Felix Rosenbaum.

## Principali contributi scientifici
Dopo aver completato il suo dottorato di ricerca Jin si unì al gruppo di Eric Cornell al JILA, il Joint Institute for Laboratory Astrophysics di Boulder, in Colorado, come assegnista di ricerca. Il passaggio dalla materia condensata alla fisica atomica le richiese di apprendere una nuova serie di tecniche sperimentali. Jin si unì al gruppo di Cornell subito dopo aver ottenuto il primo condensato di Bose Einstein di rubidio (BEC) e dopo aver fatto esperimenti che ne caratterizzavano le proprietà.
Nel 1997 Jin istituì il suo gruppo al JILA. In due anni sviluppò la capacità di creare il primo gas quantico degenerato di atomi fermionici. Il lavoro fu motivato da studi precedenti sul BEC e dalla capacità di raffreddare un gas diluito di atomi a 1 μK. Le interazioni deboli tra le particelle in un condensato di Bose-Einstein portarono risultati interessanti. È stato teorizzato che gli atomi fermionici formerebbero uno stato analogo a temperature abbastanza basse, con i fermioni accoppiati in un fenomeno simile alla creazione di coppie di Cooper in materiali superconduttori.
Il lavoro fu complicato dal fatto che, a differenza dei bosoni, i fermioni non possono occupare lo stesso stato quantico allo stesso tempo, a causa del principio di esclusione di Pauli, e sono quindi limitati per quanto riguarda i meccanismi di raffreddamento. Un raffreddamento evaporativo a temperatura sufficientemente bassa, un'importante tecnica utilizzata per raggiungere una temperatura sufficientemente bassa per creare i primi BEC, non fu più efficace per i fermioni. Per aggirare questo problema, Jin e il suo team raffreddarono atomi di potassio 40 in due diversi livelli secondari magnetici. Ciò permise agli atomi di diversi livelli secondari di scontrarsi tra loro, ripristinando l'efficacia del raffreddamento evaporativo. Usando questa tecnica, Jin e il suo gruppo furono in grado di produrre un gas di Fermi degenerato a una temperatura di circa 300 nK, o metà della temperatura di Fermi della miscela.
Nel 2003 Jin e il suo team furono i primi a condensare coppie di atomi fermionici. Osservarono direttamente un condensato molecolare di Bose-Einstein creato esclusivamente regolando la forza di interazione in un gas Fermi ultrafreddo di atomi usando la risonanza di Feshbach. Furono in grado di osservare le transizioni del gas tra uno stato di Bardeen-Cooper-Schrieffer (BCS) e il condensato di Bose-Einstein.
Nel 2008 Jin e il suo team svilupparono una tecnica analoga alla spettroscopia di fotoemissione risolta ad angolo che permise loro di misurare le eccitazioni del loro gas degenerato con una risoluzione di energia e momento. Usarono questo approccio per studiare la natura dell'accoppiamento dei fermioni attraverso il crossover BCS-BEC, lo stesso sistema che il suo gruppo aveva esplorato per la prima volta nel 2003. Questi esperimenti fornirono la prima prova sperimentale di uno pseudogap nel crossover BCS-BEC.
Jin continuò ad esplorare le frontiere della scienza ultrafredda quando nel 2008 lei e il suo collega Jun Ye riuscirono a raffreddare le molecole polari che possiedono un grande momento di dipolo elettrico a temperature ultrafredde. Piuttosto che raffreddare direttamente le molecole polari, crearono un gas di atomi ultrafreddi e poi le trasformarono in molecole dipolari in modo coerente. Questo lavoro portò a nuove intuizioni sulle reazioni chimiche vicino allo zero assoluto. Furono in grado di osservare e controllare le molecole di potassio-rubidio (KRb) nello stato di energia più basso (stato fondamentale) e di osservarle scontrarsi, rompersi e formare legami chimici.

## Onorificenze e riconoscimenti
Jin fu eletta membro della National Academy of Sciences (2005) e membro dell'American Academy of Arts and Sciences (2007).
Inoltre vinse numerosi premi prestigiosi, tra cui:
- 2000, Premio presidenziale per la carriera precoce in Scienze e ingegneria[1]
- 2002, Premio Maria Goeppert-Mayer[5]
- 2003, MacArthur Fellowship "genius grant"[27]
- 2004, "Research Leader of the Year" di Scientific American[28]
- 2008, la medaglia Benjamin Franklin in fisica[29]
- 2013, L'Oréal-UNESCO Award For Women in Science per il Nord America[30][31]
- 2014, Medaglia Isaac Newton[32]
- 2014, Premio Comstock in Fisica, "per una recente scoperta o indagine innovativa in elettricità, magnetismo o energia radiante".[4][7]

## Vita privata
Jin sposò John Bohn da cui ebbe una figlia. Morì di cancro nel 2016 a Boulder, in Colorado.